# Opera- och baletteatern

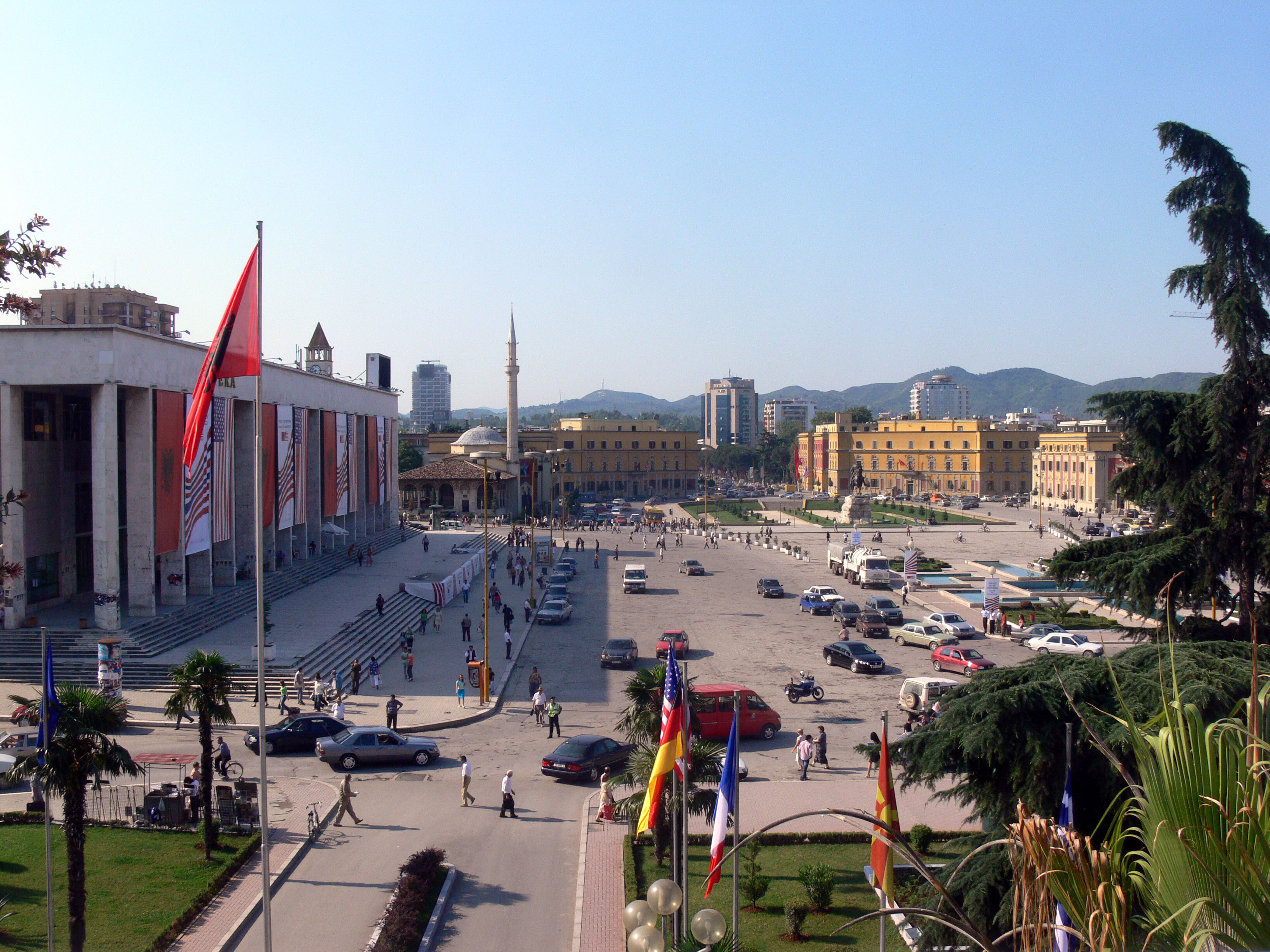
Operan (till vänster) på Skanderbegtorget.

Albaniens Nationalteater för Opera och Balett (albanska: Teatri Kombëtar i Operas dhe i Baletit, Nationalteatern för Opera och Balett), eller TKOB, är en teater i Albaniens huvudstad Tirana.
Nationalteatern invigdes den 29 november 1953. I byggnaden arrangerades tidigare den populära musiktävlingen Festivali i Këngës (1969-1988), innan man hade byggt klart Pallati i Kongreseve.